# Draušbaher
Draušbaher je priimek v Sloveniji, ki ga je po podatkih Statističnega urada Republike Slovenije na dan 1. januarja 2010  uporabljalo 7 oseb in je med vsemi priimki po pogostosti uporabe uvrščen na 22.058. mesto.

## Znani nosilci priimka
- Harald Draušbaher (*1942), grafik, prejemnik nagrade Prešernovega sklada leta 1989
- Ivan Draušbaher, politik